# ميلر (شركة جعة)
شركة ميلر (بالإنجليزية: Miller)‏ لصناعة الجعة وهي شركة أمريكية أسسها فريدريك ميلر في سنة 1855 في مدينة ميلواكي، ويسكنسن.

## روابط خارجية
- ميلر على موقع الموسوعة البريطانية (الإنجليزية)
- ميلر على موقع ميوزك برينز (الإنجليزية)
- الموقع الرسمي